# SIE Bend Studio
SIE Bend Studio (Formalmente llamada Blank, Berlyn and Co. y anteriormente Eidetic) es una empresa desarrolladora de videojuegos ubicada en Bend, Oregón. Fue fundada en el año 1994 con el nombre de Eidetic y fue adquirida por Sony Computer Entertainment America en el año 2000. El estudio es más conocido por ser  el desarrollador actual de la serie de videojuegos de Syphon Filter, tarea que antes estaba a cargo de los 989 Studios. Antes de desarrollar Syphon Filter, desarrollaron Bubsy 3D para la PlayStation. Bend Studio opera como parte de SCE Worldwide Studios.

## Historia
Los fundadores de Infocom Marc Blank y Michael Berlyn , que trabajaron juntos en Infocom , formaron "Blank, Berlyn and Co." en el año 1993. Blank, Berlyn and Co. originalmente desarrolló juegos y aplicaciones de productividad para Apple Newton, pero pronto se expandió para perseguir el mercado de PC y videojuegos de consola. Durante la expansión, la compañía cambió su nombre a "Eidetic" y se reclutó a Christopher Reese.
El primer juego de consola de Eidetic fue Bubsy 3D, lanzado en 1996 para la PlayStation. El juego fue la primera experiencia de Eidetic en desarrollar un juego en 3D y el estudio encontró difícil la transición al desarrollo en 3D. Eidetic solo tenía ocho empleados al desarrollar Bubsy 3D. Aunque fue bien recibido cuando se lanzó, la recepción retrospectiva fue pobre.
A fines de 1997, un productor de los Studios 989 de Sony se acercó a Eidetic con una sinopsis de una página para un thriller de espionaje, y acción que sería una respuesta al exitoso GoldenEye 007. La sinopsis se tituló "Syphon Filter", que no tenía ningún significado y no contenía historia ni personajes, pero incluía ideas para la configuración y la mecánica del juego. Sony confió en Eidetic el proyecto a pesar de la pobre recepción de Bubsy 3D porque el equipo tenía experiencia en el desarrollo de PlayStation y un motor que podría ejecutar el juego. Para el desarrollo de Syphon Filter, Eidetic reclutó a otros cinco empleados.
El desarrollo de Syphon Filter fue difícil para Eidetic porque no tenían experiencia en hacer un videojuego de acción y sigilo. Debido a la falta de fechas límite y a los cambios en la estructura, historia y mecánica del juego, Syphon Filter casi se canceló varias veces. El escritor y director John Garvin se unió a Eidetic después de que se creó el primer prototipo de Syphon Filter. A pesar de las dificultades que Eidetic experimentó, la productora de 989 Studios, Connie Booth, tenía mucha fe en el proyecto.
Syphon Filter fue lanzado el 17 de febrero de 1999 y vendió más de un millón de unidades en su primer año después del lanzamiento, superando las expectativas de Sony y Eidetic.
El estudio fue comprado por Sony Computer Entertainment en el 2000 después del lanzamiento de Syphon Filter 2 y luego pasó a desarrollar cuatro juegos más en la serie Siphon Filter bajo el nuevo nombre de Bend Studio.
En 2007 después del lanzamiento de Syphon Filter: Logan's Shadow, Bend Studio quería desarrollar juegos para una franquicia diferente y decidió desarrollar un juego de resistencia para PlayStation Portable debido a las similitudes entre Resistance y Syphon Filter. Bend hizo una demostración del juego y se la mostró a los productores de Sony Worldwide Studios y al desarrollador original de Resistance Insomniac Games y luego se aprobó para comenzar el desarrollo de Resistance: Retribution.
Después del lanzamiento de Resistance: Retribution en 2009, Bend dedicó nueve empleados a un nuevo proyecto titulado Uncharted: El abismo de oro para PlayStation Vita. Cuando Bend visitó por primera vez a Naughty Dog para discutir el proyecto, varias de sus ideas para el juego fueron rechazadas. Eventualmente Naughty Dog quedó impresionado con la visión de Bend para el juego y fue aprobado. Bend trabajó estrechamente con Naughty Dog en el juego y se les permitió usar todos los recursos de Uncharted: El tesoro de Drake y de Uncharted 2: El reino de los ladrones. El Abismo de Oro fue lanzado como un título de lanzamiento para PlayStation Vita en Japón el 17 de diciembre de 2011 y en los Estados Unidos el 14 de febrero de 2012.
La compañía desarrolló Days Gone para la PlayStation 4, el primer juego de consola de la compañía desde 2004. El juego entró en plena producción en enero de 2015.

## Juegos desarrollados
con el nombre de Eidetic
| Año  | Título del videojuego    | Plataforma  |
| ---- | ------------------------ | ----------- |
| 1994 | Columbo's Mystery Capers | Newton      |
| 1996 | Bubsy 3D                 | PlayStation |
| 1999 | Syphon Filter            | PlayStation |
| 2000 | Syphon Filter 2          | PlayStation |

Con el nombre de Bend Studio
| Año  | Título del videojuego           | Plataforma                          |
| ---- | ------------------------------- | ----------------------------------- |
| 2001 | Syphon Filter 3                 | PlayStation                         |
| 2004 | Syphon Filter: The Omega Strain | PlayStation 2                       |
| 2006 | Syphon Filter: Dark Mirror      | PlayStation Portable, PlayStation 2 |
| 2007 | Syphon Filter: Logan's Shadow   | PlayStation Portable, PlayStation 2 |
| 2007 | Syphon Filter: Combat Ops       | PlayStation Network (PSP)           |
| 2009 | Resistance: Retribution         | PlayStation Portable                |
| 2011 | Uncharted: El abismo de oro     | PlayStation Vita                    |
| 2012 | Uncharted: Lucha por el Tesoro  | PlayStation Vita                    |
| 2019 | Days Gone                       | PlayStation 4, Microsoft Windows    |